# Catman (serie animata)
Catman è una serie anime ideata e diretta da Ryosuke Aoike. Trasmesse le prime due come animazioni ONA, la serie Catman III è uscita come serie TV, portando il numero totale degli episodi a 21.
I cortometraggi sono accompagnati dai brani della band The Planet Smashers.

## Trama
In una caotica metropoli vive Catman, un gatto dalla vita boheme che ama il gioco d'azzardo, le belle donne e le notti passate nei bar. Nonostante la vita spesa nel vizio, Catman è in fondo un idealista, un ladruncolo saltuario che si oppone tuttavia alla malavita, un inguaribile rischiatutto al gioco ed un galantuomo protettore dei più deboli, siano essi nei guai con la mafia o delle prostitute ai ferri corti con amanti violenti.
In un brulicante paesaggio urbano, si svolgono le avventure notturne di Catman, presenza antropomorfa eccezionale e comune al tempo stesso.

### Episodi
| Nº                     | Giapponese 「Kanji」 - Rōmaji           |
| Catman (7 episodi)     |                                         |
| 1                      | 「Catman jumps」                        |
| 2                      | 「Catman & a coin」                     |
| 3                      | 「Catman shoots」                       |
| 4                      | 「Catman & a bird」                     |
| 5                      | 「Catman kicks」                        |
| 6                      | 「Catman bowls」                        |
| 7                      | 「Catman...」                           |
| Catman II (8 episodi)  |                                         |
| 8                      | 「Catman prologue - Catman comes back」 |
| 9                      | 「Catman Fights」                       |
| 10                     | 「Catman Runs」                         |
| 11                     | 「Catman & Wind」                       |
| 12                     | 「Catman & Rose」                       |
| 13                     | 「Catman Breaks」                       |
| 14                     | 「Catman Shouts」                       |
| 15                     | 「Catman」                              |
| Catman III (6 episodi) |                                         |
| 16                     | 「Catman & Cheese」                     |
| 17                     | 「Tricky Ace」                          |
| 18                     | 「Punch the Drunker」                   |
| 19                     | 「Safety Cheese」                       |
| 20                     | 「Red Star of 13 Pounds」               |
| 21                     | 「Mash Up」                             |